# Isabella
Isabella ist ein weiblicher Vorname.

## Herkunft und Bedeutung
Bei Isabella handelt es sich um die latinisierte Variante von Isabel.

## Verbreitung

### International
In Italien hat sich der Name Isabella [i.za.ˈbɛl.la] unter den 100 beliebtesten Mädchennamen etabliert. Im Jahr 2022 belegte er Rang 64 der Hitliste.
In Brasilien stieg der Name Isabella [i.zaˈbɛ.lɐ] seit den 1970er Jahren in den Vornamenscharts auf und gewann vor allem in den 1980er Jahren rasch an Popularität. Lange überwog dabei die Schreibweise Isabela. Im Jahr 2023 erreichte der Name Rang 9 der Vornamenscharts, wobei die Schreibweisen Isabela und Isabella gemeinsam gezählt wurden. Die italienische Schreibweise Isabella überwog dabei. In Portugal belegte der Name Isabella [i.zɐˈbɛ.lɐ] im Jahr 2018 in den Vornamenscharts Rang 49.
In Spanien [i.sa.ˈβe.la] trat Isabella im Jahr 2018 in die Top-100 der Vornamenscharts ein. Vier Jahre später erreichte er Rang 81. In Chile zählt Isabella seit 2016 zu den 10 beliebtesten Mädchennamen (Stand 2021). Im Jahr 2019 stand er an der Spitze der Vornamenscharts. In Argentinien erreichte der Name im Jahr 2021 Rang 5 der Hitliste. In Mexiko stand er im selben Jahr auf Rang 12.
In den Niederlanden [i.zaː.ˈbɛ.laː] hat sich der Name Isabella unter den 100 meistgewählten Mädchennamen etabliert, erreichte jedoch nur selten die Top-50. Im Jahr 2022 belegte er in den Vornamenscharts Rang 53.
Der Name Isabella hat sich in Dänemark in der Top-50 der Vornamenscharts etabliert. Zwischen 2009 und 2015 zählte er zu den 10 beliebtesten Vornamen und erreichte im Jahr 2010 sogar die Spitze der Vornamenscharts. Danach sank seine Popularität. Im Jahr 2022 belegte er Rang 22 der Hitliste. Mit Ausnahme des Jahres 2021 zählt Isabella in Norwegen seit 2006 zu den 100 beliebtesten Mädchennamen. Zuletzt stand er auf Rang 96 der Hitliste (Stand 2022). Auch in Schweden hat sich Isabella [ˌɪs.a.ˈbɛl.la] in der Top-100 der Vornamenscharts etabliert. Im Jahr 2022 erreichte der Name Rang 72 der Hitliste.

### Deutscher Sprachraum
In Österreich hat sich der Name Isabella unter den beliebtesten Vornamen etabliert. Seit 1984 zählte er lediglich mit Ausnahme des Jahres 2006 zu den 50 meistgewählten Mädchennamen. Die Top-20 konnte er jedoch nicht erreichen. Im Jahr 2022 belegte er in der Hitliste Rang 43.
In Deutschland kam Isabella [i.za.ˈbɛ.la] Ende der 1960er Jahre in Mode. In den 1970er Jahren war der Name geläufig, wurde jedoch eher selten vergeben. Seine Popularität schwankte während der 1980er Jahre, in denen. Anfang der 1990er Jahre verschwand er kurzzeitig aus den Hitlisten, kam jedoch kurz darauf wieder in Mode. Ende der 2000er Jahre erlebte der Name einen großen Aufschwung. Von 2008 bis 2010 sprang er von Rang 139 auf Rang 70. Im Jahr 2012 erreichte er erstmals die Top-50 der Vornamenscharts und etablierte sich seitdem im Mittelfeld der Top-100. Zuletzt sank seine Popularität, sodass er im Jahr 2023 auf Rang 57 der Hitliste stand. Besonders beliebt ist der Name in Bayern.

### Englischer Sprachraum
In England ist der Name Isabella [ˌɪz.ə.ˈbɛl.ə] bereits seit dem 18. Jahrhundert geläufig und auch heute noch populär. Seit 1998 zählt er in England und Wales zu den 100 beliebtesten Mädchennamen. Im Jahr 2011 trat er in die Top-10 ein, die er erst 10 Jahre später wieder verließ. Als höchste Platzierung belegte der Name in diesem Zeitraum mehrfach Rang 6 der Hitliste. Auch in Nordirland ist der Name beliebt. Seit 2005 zählt er dort zu den 100 beliebtesten Mädchennamen. Im Jahr 2022 stand er auf Rang 38 der Vornamenscharts. In Schottland zählte Isabella bereits in den 1930er Jahren zu den 10 beliebtesten Mädchennamen. Die Popularität des Namens sank jedoch, bis er im Jahr 1965 die Top-100 der Vornamenscharts verließ. Obwohl der Name bereits im Jahr 2006 erneut in diese Hitliste eintrat, konnte er nicht an die vergangenen Erfolge anknüpfen. Zuletzt erreichte er Rang 38 der Hitliste (Stand 2022).
In Irland stieg der Name im Jahr 2005 in die Hitliste der 100 beliebtesten Mädchennamen auf. Im Jahr 2022 belegte er Rang 45 der Hitliste.
Der Name Isabella kam in den Vereinigten Staaten bereits im ausgehenden 19. Jahrhundert vor, zählte jedoch nie zu den 200 beliebtesten Mädchennamen. Seine Popularität sank zur Mitte des 20. Jahrhunderts hin immer weiter, bis der Name im Jahr 1949 die Liste der 1000 meistgewählten Mädchennamen verließ. Erst im Jahr 1990 trat er mit Rang 890 erneut auf die Hitliste und erreichte bereits 8 Jahre später die Top-100 der Vornamenscharts. Seit dem Jahr 2004 zählt er zu den 10 beliebtesten Mädchennamen des Landes. In den Jahren 2009 und 2010 stand er sogar an der Spitze der Vornamenscharts. Zuletzt belegte Isabella Rang 6 der Hitliste (Stand 2022).
Nachdem der Name in Kanada im Jahr 1921 die Top-100 der Vornamenscharts verlassen hatte, trat er im Jahr 1999 erneut in die Hitliste ein und stand drei Jahre später bereits auf Rang 12. Von 2004 bis 2012 zählte er zu den 10 meistgewählten Mädchennamen. Mit Rang 3 erreichte er seine höchste Platzierung im Jahr 2010. Im Jahr 2019 belegte Isabella Rang 12 der Hitliste.
Ein ähnliches Bild zeigt sich in Neuseeland, wo der Name bereits zu Beginn des 20. Jahrhunderts zu den 50 beliebtesten Mädchennamen zählte. Nachdem er im Jahr 1922 zuletzt eine Top-100-Platzierung erreichte, zählt er seit 1995 erneut zu den 100 meistgewählten Mädchennamen. Der Name gewann rasch an Popularität und erreichte im Jahr 2001 die Top-20 der Vornamenscharts, die er seitdem nicht mehr verließ (Stand 2022). Dabei erreichte der Name elfmal die Top-10. Als höchste Platzierung belegte er mehrfach Rang 4 der Hitliste.
In Australien trat Isabella im Jahr 1993 in die Top-100 der Vornamenscharts ein. Zwischen 1998 und 2014 zählte er zu den 10 beliebtesten Mädchennamen und stand dabei dreimal an der Spitze der Vornamenscharts. Zuletzt stand Isabella auf Rang 16 der Hitliste (Stand 2022).

## Varianten
- Englisch: Isebella
- Isländisch: Ísabella
- Polnisch: Izabela
- Portugiesisch: Isabela
  - Galicisch: Sabela
- Rumänisch: Isabela
- Spanisch: Isabela

Für weitere Varianten: siehe Elisabeth#Varianten

## Namenstage
- 22. Februar: Isabella von Frankreich
- 4. Juli: Isabel von Portugal
- 10. September: Isabel(la) Fernandez

## Bekannte Namensträgerinnen
Für Adlige, siehe Liste von Adligen namens Isabella
- Isabella Abbott (1919–2010), hawaiische Phykologin und Ethnobotanikerin
- Isabella Ackerl (* 1940), österreichische Historikerin und Autorin
- Isabella Acres (* 2001), US-amerikanische Schauspielerin und Synchronsprecherin
- Isabella Adinolfi (* 1978), italienische Politikerin, MdEP
- Isabella Albrizzi-Teotochi (1760–1836), venezianische Salonnière und Schriftstellerin
- Isabella Macdonald Alden (1841–1930), US-amerikanische Schriftstellerin
- Isabella Amara (* 1998), US-amerikanische Schauspielerin
- Isabella Anders-Rudes (* 1968), deutsche Rechtswissenschaftlerin
- Isabella Andreini, italienische Schauspielerin und Dichterin
- Isabella Arasowa (* 1936), armenische Komponistin
- Isabella Archan (* 1965), österreichische Schauspielerin, Hörspielsprecherin und Krimiautorin
- Isabella Arendt (* 1993), dänische Politikerin (Kristendemokraterne) und Parteivorsitzende
- Isabella Banks (1821–1897), britische Schriftstellerin und Dichterin
- Isabella Bartdorff (* 1975), deutsche Schauspielerin
- Isabella Grigorjewna Baschmakowa (1921–2005), russische Mathematikhistorikerin
- Isabella Beecher Hooker (1822–1907), US-amerikanische Frauenrechtlerin
- Isabella Beeton (1836–1865), englische Kochbuchautorin
- Isabella Benz (* 1990), deutsche Schriftstellerin
- Isabella Biagini (1940–2018), italienische Schauspielerin, Radiosprecherin und Model
- Isabella Bishop (1831–1904), britische Reiseschriftstellerin
- Isabella Blow (1958–2007), britische Stylistin, Modejournalistin und Mäzenatin
- Isabella Boschetti, Geliebte von Federico II. Gonzaga
- Isabella Bozicevic (* 2001), australische Tennisspielerin
- Isabella Brant (1591–1626), erste Frau von Peter Paul Rubens
- Isabella Braun (1815–1886), deutsche Jugendbuchautorin
- Isabella Breier (* 1976), österreichische Schriftstellerin
- Isabella Bruno (* 1954), italienische Dokumentarfilmerin
- Isabella Castillo (* 1994), kubanische Schauspielerin und Sängerin
- Isabella Chhiv (* 2005), US-amerikanische Tennisspielerin
- Isabella Colbran (1785–1845), spanische Opernsängerin (Mezzosopran) und Komponistin
- Isabella Cortese, italienische Alchemistin (Chemikerin)
- Isabella Valancy Crawford (1850–1887), kanadische Lyrikerin und Schriftstellerin
- Isabella Crettenand-Moretti (* 1963), Schweizer Skibergsteigerin, Langstrecken- und Bergläuferin
- Isabella Dageago, nauruische Politikerin
- Isabella Dal Balcon (* 1977), italienische Snowboarderin
- Isabella De Bernardi (1963–2021), italienische Schauspielerin
- Isabella De Monte (* 1971), italienische Politikerin
- Isabella Dobrowolski von Buchenthal (1835–1890), rumänische Pianistin
- Isabella D’Adda († 1658), lombardische Adlige
- Isabella Echeverri (* 1994), kolumbianische Fußballspielerin
- Isabella Eckerle (* 1980), deutsche Virologin
- Isabella Eigner, deutsche Journalistin und Chefredakteurin
- Isabella Maria Escalera (* 2003), spanische Radsportlerin
- Isabella Fehle (* 1954), deutsche Kunsthistorikerin und Museumsleiterin
- Isabella Ferrari (* 1964), italienische Schauspielerin
- Isabella Ferreira (* 2002), US-amerikanische Schauspielerin
- Isabella Fischli (* 1956), Schweizer Journalistin und Autorin
- Isabella Flanigan (* 2005), US-amerikanisch-philippinische Fußballspielerin
- Isabella Ford (1855–1924), britische Frauenrechtlerin, Gewerkschaftlerin, Sozialreformerin und Schriftstellerin
- Isabella Stewart Gardner (1840–1924), US-amerikanische Kunstsammlerin, Philanthropin und Mäzenin
- Isabella Ginor (* 1948), israelische Journalistin
- Isabella Girardeau, italienische Opernsängerin (Sopran)
- Isabella Gomez (* 1998), kolumbianische Schauspielerin
- Isabella Graham (1742–1814), US-amerikanische Sozialreformerin und Lehrerin
- Isabella Greenway (1886–1953), US-amerikanische Politikerin
- Isabella Gregor (* 1962), österreichische Schauspielerin und Regisseurin
- Isabella Augusta Gregory (1852–1932), irische Dramatikerin und Folkloristin
- Isabella Arkadjewna Grinewskaja (1864–1944), russische Dichterin und Schriftstellerin
- Isabella Grothe (* 1948), deutsche Synchronsprecherin
- Isabella Gruber (* 1970), österreichische Politikerin (FRITZ), Landtagsabgeordnete in Tirol
- Isabella Guanzini (* 1973), italienische Theologin und Hochschullehrerin
- Isabella Damla Güvenilir (* 2009), türkische Schauspielerin
- Isabella Hartig (* 1997), deutsche Fußballspielerin
- Isabella Hatak (* 1983), österreichische Wirtschaftswissenschaftlerin
- Isabella Heuser-Collier (* 1952), deutsche Psychologin und Psychiaterin
- Isabella Holland (* 1992), australische Tennisspielerin
- Isabella Holmgren (* 2005), kanadische Radrennfahrerin
- Isabella Hübner (* 1966), deutsche Schauspielerin
- Isabella Huser (* 1958), Schweizer Filmproduzentin und Schriftstellerin
- Isabella de Coucy, Gattin von Enguerrand VII. de Coucy
- Isabella von Braganza (1402–1465), Tochter von Alfons von Braganza und Beatriz Pereira de Alvim
- Isabella von Mar († 1296), Erste Ehefrau von Robert the Bruce
- Isabella Jajljan (* 1995), armenische Gewichtheberin
- Isabella Jantz (* 1982), deutsche Schauspielerin
- Isabella Jaron (* 2002), deutsche Fußballspielerin
- Isabella Jeschke (* 1991), österreichische Schauspielerin
- Isabella Danilowna Jurjewa (1899–2000), russische Schlagersängerin
- Isabella Kaltenegger (* 1975), österreichische Politikerin (ÖVP), Mitglied des Bundesrates
- Isabella Karle (1921–2017), US-amerikanische Chemikerin
- Isabella Keller (* 1953), Schweizer Weitspringerin und Sprinterin
- Isabella King (* 1992), australische Radrennfahrerin
- Isabella Klausnitzer (* 1957), österreichische Kolumnistin und Journalistin
- Isabella Kossina (* 1962), österreichische Politikerin (SPÖ) und Umweltexpertin
- Isabella Krassnitzer (* 1967), österreichische Journalistin, Radio- und Fernsehmoderatorin
- Isabella Kresche (* 1998), österreichische Fußballspielerin
- Isabella Krieger (* 1994), deutsch-amerikanische Schauspielerin
- Isabella Kroth (* 1980), deutsche Buchautorin, Journalistin und Moderatorin
- Isabella Laböck (* 1986), deutsche Snowboarderin
- Isabella von Lauppert-Martin, deutsche Opernsängerin (Sopran) und Gesangspädagogin
- Isabella Leeb (* 1967), österreichische Politikerin (ÖVP), Landtagsabgeordnete
- Isabella Leicht (* 1973), deutsche Schauspielerin, Sprecherin, Regisseurin und Autorin
- Isabella Leonarda (1620–1704), italienische Nonne und Komponistin
- Isabella Leong (* 1988), chinesische Schauspielerin und Musikerin
- Isabella Lewandowski (* 1970), deutsche Schauspielerin
- Isabella Löhr (* 1977), deutsche Historikerin
- Isabella Losa (1473–1546), Nonne und Theologin
- Isabella von Lospichl (* 1970), deutsche Kunstturnerin
- Isabella Lövin (* 1963), schwedische Politikerin (Miljöpartiet de Gröna)
- Isabella Löwengrip (* 1990), schwedische Bloggerin und Journalistin
- Isabella Luke, österreichisch-britische Film- und Theaterschauspielerin
- Isabella Lundgren (* 1987), schwedische Jazzsängerin und Theologin
- Isabella Mamatis (* 1955), deutsche Schauspielerin, Regisseurin, Autorin, Produzentin für Theater und Hörspiele
- Isabella May (1850–1926), englisch-neuseeländische Suffragette und Kleidungsreformerin
- Isabella Miller (* 1917), kanadische Hochspringerin
- Isabella Möller (* 1998), deutsche Fußballspielerin
- Isabella Moore (1894–1975), britische Freistil-Schwimmerin
- Isabella di Morra, italienische Dichterin der Renaissance
- Isabella Müller-Reinhardt (* 1974), deutsche Fernsehmoderatorin und Sportreporterin
- Isabella Nadolny (1917–2004), deutsche Schriftstellerin
- Isabella Nagy (* 1979), rumänisch-deutsche Schauspielerin
- Isabella Neven DuMont (* 1968), deutsche Journalistin, Unternehmerin und Verlegerin
- Isabella Nielsen (* 1995), dänische Badmintonspielerin
- Isabella Ochichi (* 1979), kenianische Langstreckenläuferin
- Isabella Parkinson (* 1970), brasilianische Schauspielerin
- Isabella Pasion (* 2006), US-amerikanisch-philippinische Fußballspielerin
- Isabella Peters (* 1983), deutsche Informationswissenschaftlerin
- Isabella Ploberger (1913–2002), österreichische Filmarchitektin
- Isabella Preston (1881–1965), kanadische Botanikerin und Autorin
- Isabella Proeller (* 1973), Betriebswirtin und Verwaltungswissenschaftlerin
- Isabella Ragonese (* 1981), italienische Schauspielerin
- Isabella Rossellini (* 1952), italienische Schauspielerin
- Isabella Rüttenauer (1909–2007), deutsche Germanistin, Schriftstellerin und Erziehungswissenschaftlerin
- Isabella Sambou (* 1980), senegalesische Ringerin
- Isabella Scharf-Minichmair (* 1971), österreichische bildende Künstlerin und Kunstphilosophin
- Isabella Scherer (* 1996), brasilianische Schauspielerin
- Isabella Schinikowa (* 1991), bulgarische Tennisspielerin
- Isabella Schmid (* 1970), Schweizer Schauspielerin
- Isabella Schmid (* 1993), deutsche Fußballspielerin
- Isabella Sermon (* 2006), britische Schauspielerin
- Isabella Seymour-Conway (1759–1834), Mätresse von König Georg IV. von Großbritannien
- Isabella Sommer (* 1965), österreichische Instrumentalpädagogin und Musikwissenschafterin
- Isabella Soric (* 1988), deutsche Schauspielerin, Moderatorin und Sängerin
- Isabella Stangl (* 1985), österreichische Misswahlsiegerin
- Isabella Straub (* 1968), österreichische Autorin
- Isabella Straub (* 1991), deutsche Sportschützin im Kader des Deutschen Schützenbundes
- Isabella Surel (* 1982), deutsche Schauspielerin
- Isabella Theuermann (* 1984), österreichische Politikerin (TS, FPÖ), Abgeordnete zum Kärntner Landtag
- Isabella Thomsen (* 1985), dänische Handballspielerin
- Isabella Tobias Lites (* 1991), israelische Eiskunstläuferin
- Isabella Tovaglieri (* 1987), italienische Politikerin (Lega Nord), MdEP
- Isabella Tree (* 1964), britische Schriftstellerin und Reisejournalistin
- Isabella von Treskow (* 1964), deutsche Romanistin und Hochschullehrerin
- Isabella Trummer (* 1958), österreichische Schriftstellerin
- Isabella Vértes-Schütter (* 1962), deutsche Theaterintendantin und Politikerin (SPD), MdHB
- Isabella Vinet (* 1986), deutsche Schauspielerin
- Isabella M. Weber (* 1987), deutsche Ökonomin
- Isabella Woldrich (* 1972), österreichische Kabarettistin, Autorin, Psychologin und Unternehmensberaterin
- Isabella Wolf (* 1987), deutsche Schauspielerin
- Isabella Wright (* 1997), US-amerikanische Skirennläuferin